# میمون اسکلیتر
میمون اسکلیتر (نام علمی: Cercopithecus sclateri) نام یک گونه از زیرخانواده دم‌درازیان است.